# 宮田村
宮田村（日语：／ Miyada mura */?）是長野縣上伊那郡的一村。现任村长为清水靖夫。

## 历史
- 1875年（明治8年）1月23日 - 筑摩縣伊那郡宮田村、中越村合併成立宮田村。
- 1876年（明治9年）8月21日 - 宮田村轉隸長野縣。
- 1879年（明治12年）1月4日 - 郡區町村編制法施行，宮田村改屬上伊那郡。
- 1889年（明治22年）4月1日 - 町村制施行，宮田村單獨立村。
- 1954年（昭和29年）
  - 1月1日 - 宮田村施行町制，昇為宮田町。
  - 4月1日 - 宮田村與赤穂町、中沢村、伊那村合併成立駒根市，同時廢除宮田町。
- 1956年（昭和31年）9月30日 - 原宮田町域從駒根市獨立，但由於人口數未達到施行町制的條件，因此再次成立宮田村。